# 9 Degrees West of the Moon
9 Degrees West of the Moon är det italienska progressiva power metal-bandet Vision Divines sjätte studioalbum, utgivet i januari 2009 på Frontiers Records, bandets första och enda skiva på detta bolag, och i Japan på Nexus. Albumet återutgavs i augusti 2020 av bandets nuvarande skivbolag Scarlet Records.
Precis som de två föregångarna producerades 9 Degrees West of the Moon av Timo Tolkki (Stratovarius).
Albumet innebar Fabio Liones återkomst till bandet, samt basisten Cristiano Bertocchis sista framträdande med Vision Divine.

## Låtlista
1. "Letter to My Child Never Born" – 8:56
2. "Violet Loneliness" – 4:42
3. "Fading Shadow" – 5:20
4. "Angels in Disguise" – 5:16
5. "The Killing Speed of Time" – 4:50
6. "The Streets of Laudomia" – 5:50
7. "Fly" – 4:53
8. "Out in Open Space" – 5:08
9. "9 Degrees West of the Moon" – 3:56
10. "A Touch of Evil" (Judas Priest-cover) – 5:48
11. "Fading Shadow" (demo version) – 5:17

## Medverkande
Musiker
- Fabio Lione – sång
- Olaf Thörsen – gitarr
- Federico Puleri – gitarr
- Cristiano Bertocchi – basgitarr
- Alessio Lucatti – keyboard, piano
- Alessandro Bissa – trummor

Bidragande musiker
- Antonella Masia – körsång
- Barbara Garzoni – violin, viola
- Fausto Solci – cello
- Anne Catherine Wedel – berättarröst

Produktion
- Timo Tolkki – producent, inspelningstekniker, mixning
- Mika Jussila – mastering
- Anne Catherine Wedel – låttexter
- Davide Nadalin – albumkonst
- Margherita Bandini – foto